# Arinolus pimus
Arinolus pimus är en mångfotingart som beskrevs av Chamberlin 1941. Arinolus pimus ingår i släktet Arinolus och familjen Atopetholidae. Inga underarter finns listade i Catalogue of Life.